# Pyramica leptothrix
Pyramica leptothrix är en myrart som först beskrevs av Wheeler 1929.  Pyramica leptothrix ingår i släktet Pyramica och familjen myror. Inga underarter finns listade i Catalogue of Life.

## Bildgalleri